# DSB Traktor 101–116
Die Baureihe DSB Traktor 101–116 sind leichte B-gekuppelte Diesel-Rangiertraktoren, die 1951, 1952 und 1954 gebaut wurden. Sie wurden auf den Strecken der Danske Statsbaner (deutsch Dänische Staatsbahnen) in Dänemark eingesetzt. Die Rangiertraktoren wurden für kleinere Transportaufgaben und zum Rangieren auf Anschlussbahnen und in den Bahnhöfen verwendet.
Diese dieselmechanischen Lokomotiven wurden ursprünglich im Zweiten Weltkrieg durch den Hauptausschuss Schienenfahrzeuge entwickelt.

## Geschichte und Einsatz
1951 und 1952 erhielten Danske Statsbaner (DSB) sechs dieselmechanische Rangiertraktoren von Ardelt in Deutschland. Die Lokomotiven waren zweiachsig, der Antrieb erfolgte über eine Blindwelle und über Kuppelstangen.
Die Lokomotiven erhielten die Betriebsnummern 101 bis 106 und wurden gleichmäßig östlich und westlich des Großen Belt eingesetzt, wo sie vor allem die kleinen Rangierdampflokomotiven der Baureihen Hs (I) und Hs (II) ablösten. Diese Serie hatte ein tonnenförmiges Dach.
1954 folgten weitere zehn Exemplare. Diese waren zur ersten Serie unterschiedlich in der Form und Lage der Fenster, der flacheren Dachform, der Größe und Form der Führerhaustüren sowie den Deckeln der Motorabdeckung. Die Lokomotiven bekamen die Betriebsnummern 107 bis 116 und wurden ebenso östlich und westlich des Großen Belt verteilt.
Als Frichs ab 1955 die dänische Version dieser Rangiertraktoren mit der Serie DSB Traktor 117–146 lieferte, wurde ein Teil der Ardelt-Lokomotiven von Fünen nach Seeland umgesetzt, so dass lediglich die Nr. 113 bis 116 westlich des Großen Belts verblieben. Nr. 113, 114 und 116 wurden zwischen 1970 und 1972 nach Seeland umgesetzt, als letzte folgte Nr. 115 im Mai 1979. Alle Fahrzeuge waren im Bahnbetriebswerk Kopenhagen-Helgoland (dänisch Maskindepot Helgoland) beheimatet.
Auf Seeland wurden die Maschinen auf verschiedenen kleinen und mittleren Bahnhöfen im Verschubdienst verwendet, mehrere Jahre gab es eine feste Rangiertour. In Helgoland wurden die Lokomotiven zu Inspektion oder zur Reparatur ausgetauscht, Überführungsfahrten erfolgten oft mit Triebwagen der Baureihe MO, die ebenfalls dort beheimatet waren.
Die letzten Einsatzstellen bis in die späten 1980er Jahre waren die Bahnhöfe von Vordingborg, Holbæk, Køge, Hedehusene und Hillerød. Die Sammelstelle der damals nicht mehr eingesetzten Lokomotiven war die Centralværkstedet København, wo viele von ihnen 1988 und 1989 verschrottet wurden.
Während ihrer ganzen Einsatzzeit waren die Lokomotiven grün lackiert, bei Untersuchungen wurde der Lack in dieser Farbgebung erneuert. Lediglich die Baureihenbeschriftung änderte sich. Die ursprünglichen schattierten Buchstaben und Ziffern mit der Krone wurden durch solche in Normschrift ausgeführt, später in der Schriftart Helvetica mit Buchstaben und Zahlen in weiß oder gelb.

## Erhaltene Lokomotiven
Die 1990 ausgemusterte Nr. 116 war für den Erhalt vorgesehen. Sie wurde an den Jernbaneklub Amagerbanen abgegeben, von wo aus sie 1996 an den Struer Jernbaneklub ausgeliehen und später verkauft wurde. Im Museum Struer war sie von 2000 bis 2001 ausgestellt und wurde anschließend durch den DSB Traktor 2 ersetzt. Infolge eines Missverständnisses erfolgte 2001 die Verschrottung.
So blieb von der Serie nur die Nr. 115 erhalten, die dem Østsjællandske Jernbaneklub (ØSJK) in Køge gehört.